# Kotéba
Le Kotéba est une forme de théâtre traditionnel au Mali. Cette forme de spectacle signifie littéralement le « grand escargot ». Cette appellation vient des cercles tracés autour des percussionnistes par les danseurs hommes et femmes, chacun des deux groupes tournant en sens inverse, dans un mouvement général en spirales qui évoque l’escargot,. L'anthropologue James Thomas Brink le définit comme « une forme de comédie théâtrale satirique et moraliste » et « un théâtre dans lequel des personnages stéréotypés et des thèmes de la vie quotidienne des Bamana sont mis en scène pour le divertissement des citoyens locaux et des visiteurs ». Aujourd'hui deux types de kotéba existent  en parallèle:d'un côté le  kotéba indigène dit "traditionnel" pratiqué essentiellement dans les zones rurales, et de l'autre une forme syncrétique qui a fleuri à Bamako dans d'autres villes de l'Afrique de l'Ouest. Le Kotéba est pratiqué en pays bambara. Chaque année, après la saison des récoltes, les villageois se réunissaient pour assister à des saynètes mise en place par les jeunes du village. À travers elles, on se moquait du comportement d’habitants, facteurs de dysfonctionnements ou générateurs de tensions. Les acteurs pouvaient tout dire mais sans jamais désigner nommément quelqu’un. 
Aujourd’hui, le théâtre d’intervention  s’inspire du Kotéba pour transmettre des informations dans les villages, notamment des messages de santé publique (prévention du sida, vaccination, protection de l’eau).

## Le kotéba traditionnel
La segmentation des unités dramaturgiques du kotéba diffère d'un auteur à un autre, mais en général les anthropologues et les spécialistes en performance retiennent trois parties qui structurent une performance complète de kotéba: le bamuku, le baduku, et le kote-tlon. Quoique le nom pour désigner ces segments du spectacle peuvent varier, de même que leur nombre,  leur ordre de succession reste inchangé, et toutes les mêmes éléments du spectacle sont toujours présents,,,.

### Bamuku
Signifiant littéralement "Les jeunes dansent," le bamuku est aussi désigné sous l'appellation de kote-don. Il s'agit de la performance d'ouverture où les participants disposés en cercles concentriques dansent autour d'une section de percutions et à côté d'un chœur de femmes dans une formation en spirale imitant le forme de la coquille de l'escargot. Souvent le bamuku se poursuit jusqu'à l'épuisement des danseurs.

### Baduku
Le baduku est un interlude traditionnellement performé par des artistes très jeunes. Cette performance est constituée de d'une succession spectaculaire de numéros de danses et d'accrobatie aux allures de compétition. Traditionnellement, le baduku est subdivisé en deux séquences: le kaka et le koreduga. Généralement exécuté par des jeunes garçons non initiés, le kaka est une session de danses licencieuse dont le but, est de consacrer l'aspect ludique du segment du spectacle qui succède au baduku. La performance s'adresse aux esprits, qui selon la tradition bamana regardent le kotéba, pur leur signifier de ne pas prendre offense pour les satires qui vont suivre.  Le professeur en études théâtrales John Conteh-Morgan considère que le message du kaka s'adresse également aux vieux parmi le public souvent ciblés par les satires du kotéba, pour que ces derniers non plus ne prennent offense des satires jouées par les jeunes. Le koreduga quant à lui, est une performance de caractère comique et ésotérique. C'est une successin de discours humoristiques, de dances licencieuses, et de chants exécutés par des bouffons appartenant à une société secrète du nom de Koré. 

### Kote-tlon
Le dramaturge et spécialiste en performance Marc-Antoine Vumilia Muhindo qualifie le kote-tlon de segment dramatique du kotéba. Le kote-tlon qui dans le langage courant sert souvent à désigner le kotéba tout entier, consiste en une succession de sketches satiriques appelés dalafaw, basés sur l'improvisation artistique et impliquant des personnages stéréotypés. 

## Le kotéba syncrétique
Le kotéba dit syncrétique ou urbain est un spectacle mêlant les formes dramaturgiques du kotéba traditionnel bambara et celles et celles des arts du spectacle héritées de la colonisation européenne. Les noms les plus souvent associés avec cette forme du kotéba sont ceux des directeurs artistiques malien Moussa Maïga et guinéen Souleymane Koly, qui participèrent à définir les principes de la pratique contemporaine du théâtre en Afrique de l'Ouest, et à éveiller la curiosité des chercheurs sur le kotéba. Dans les années, le désintéressement croissant des milieux populaires envers le théâtre du style européen avait fini par éteindre l'éclat de la scène urbaine malienne. En 1977, Moussa Maïga en compagnie d'autres artistes du Théâtre National du Mali, qui sera par la suite plus connu sous le nom du Kotéba National du Mali, fonda le Groupe Dramatique du Théâtre National du Mali  qui initia des travaux de recherches à l'intérieur du Mali sur les performances indigènes, afin de renouveler les arts du spectacle au Mali. Cela donna lieu à la création d'une série de spectacles à l'esthétique hybride mais fondé sur la structure dramaturgique du kotéba. Le groupe connut un succès fulgurant qui réveilla l'intérêt des publics urbains du Mali et  ouvrit les pertes des scènes internationales,.
Durant la même époque, le directeur artistique, cinéaste et auteur guinéen Souleymane Koly s'établit à Abidjan en Côte d'Ivoire après avoir appris les techniques du kotéba au Mali, et créa l'Ensemble Koteba connu sous l'appellation de Kotéba d'Abidjan en 1974.Son esthétique retint l'eclectisme de genres du kotéba traditionnel où la danse, de chant, l'accrobatie, le masque le jeu dramatique peuvent se succéder sans transition au sein d'une même unité dramaturgique. Cette pratique est visible notamment dans le plus grand succès de Koly, Adama Champion.  

## Héritage
Le kotéba reste très présent dans le paysage culturel de l'Afrique de l'Ouest. Dans le domaine de la musique, Les Go de kotéba, un ensemble créé par des artistes féminines anciennement membres de l'Ensemble Kotéba est très respecté. Dans la danse, le corégraphe et danseur bourkinabé Seydou Boro s'est illustré en 2020 avec un spectacle inspiré du kotéba. L'esthétique du kotéba continue d'être adapté dans les médias en ligne et à la télévision. Le kotéba est également utilisé dans la prise en charge de maladies mentales en milieu hospitalier et par divers intervenants étatiques et des ONG dans le cadre de mobilisation de communautés locale autour de projets sociaux et de développement,.